# Lirula macrospora
Lirula macrospora är en svampart som först beskrevs av R. Hartig, och fick sitt nu gällande namn av Darker 1967. Lirula macrospora ingår i släktet Lirula och familjen Rhytismataceae.  Arten är reproducerande i Sverige. Inga underarter finns listade i Catalogue of Life.